# The Invincible Six
The Invincible Six is een Amerikaanse-Iraanse avonturenfilm uit 1970 onder regie van Jean Negulesco.

## Verhaal
Zes avonturiers willen de kroonjuwelen van Iran stelen. Ze komen terecht in een dorp, dat wordt belegerd door bandieten. Ze zijn op zoek naar het lichaam van hun ex-leider en diens schatkaart. De dieven besluiten het dorp te helpen.

## Rolverdeling
| Acteur             | Personage       |
| ------------------ | --------------- |
| Stuart Whitman     | Tex             |
| Elke Sommer        | Zari            |
| Curd Jürgens       | Baron           |
| Ian Ogilvy         | Ronald          |
| Behrouz Vossoughi  | Jahan           |
| Lon Satton         | Mike            |
| Isarco Ravaioli    | Giorgio         |
| James Mitchum      | Nazar           |
| Anoush Artin       | Kapitein Baruk  |
| Warrene Ott        | Shirine         |
| Shai Nazemi        | Gids            |
| Manoocher Naderi   | Burgemeester    |
| Homayoon Bahadoran | Nepofficier     |
| Amir Jafari        | Darab           |
| Pouri Baneai       | Vrouw van Jahan |